# イヴァン・ヴァシリコヴィチ
イヴァン・ヴァシリコヴィチ（ロシア語: Иван Василькович、? - 1141年）はテレボヴリ公ヴァシリコの子である。L.ヴォイトヴィチの説では、イーゴリという別名の存在が提起されている。テレボヴリ公・ガーリチ公：1124年 - 1141年
1124年に父が死んだ後、兄弟のロスチスラフがテレボヴリを継ぎ、イヴァンはガーリチを継いだ。その翌年、兄弟のロスチスラフ、キエフ大公ムスチスラフと共に、いとこのロスチスラフ、ウラジーミル兄弟の紛争に介入した。また1140年には、ウラジーミルと共に、キエフ大公フセヴォロド（イヴァンの義父）と、その大公位を狙うイジャスラフとの争いに参加した。
兄弟のロスチスラフはイヴァンより先に死亡しており、ロスチスラフの死後、イヴァンはガーリチ公位を保持すると共に、テレボヴリ公位を併せ持った。しかし1141年にイヴァンは子のないまま死んだため、ウラジーミルがガーリチを領有した。最終的にはウラジーミルによって、南西ルーシの諸公国（ペレムィシュリ公国、ズヴェニゴロド公国、テレボヴリ公国、ガーリチ公国）を統合した、新たな体制としてのガーリチ公国が創設されることになる。